# 沛县
沛县是中國江苏省徐州市下辖的一个县，因古有“沛澤”而得名，东滨微山湖，与山东省微山县毗连，北接鱼台县，西邻丰县，南临铜山区。区域总面积为1576平方公里，是汉高祖刘邦和多位漢初開國功臣的故乡，相传也是朱元璋的祖籍，因此有“汉汤沐邑，明先世家”之稱。2020年末，總人口103.83萬人，縣人民政府駐沛公路2號。

## 行政区划
沛县下辖4个街道办事处、13个镇：
沛城街道、大屯街道、汉兴街道、汉源街道、龙固镇、杨屯镇、胡寨镇、魏庙镇、五段镇、张庄镇、张寨镇、敬安镇、河口镇、栖山镇、鹿楼镇、朱寨镇、安国镇、中煤集团大屯煤电（集团）公司和湖西农场管理委员会。

## 历史文化
沛县历史悠久，春秋战国时期，沛地属宋国，宋灭后，楚国得沛地，設縣。秦时置沛县，属泗水郡。西汉拆分秦泗水郡，建沛郡，辖沛县，时沛县为高祖汤沐邑。東漢時，郡改為沛國。三国时，曹操将原沛国绝大部分划归谯郡，沛国范围大大缩小，郡治也迁至北部沛县(今江苏沛县)。北齐天宝元年（550）撤销沛郡，沛县隶属彭城郡。隋、唐时隶属徐州。宋金议合后，沛县入金初属邳州，后属滕州。金天兴二年（1233），沛地升格称源州。元代沛县先后属济宁府、济宁州。明、清时隶属徐州、徐州府。
汉高祖刘邦册封18个王中，有沛籍10人，遂有“千古龙飞地，帝王将相乡”之称。1992年，沛县被评选为全国“武术之乡”。沛人自秦末漢初即尚食狗肉，此風俗和漢朝開國元勳樊噲的職業-屠狗頗有淵源。沛县狗肉以凉食为主，食时用手撕肉不用刀切。

## 名胜古迹

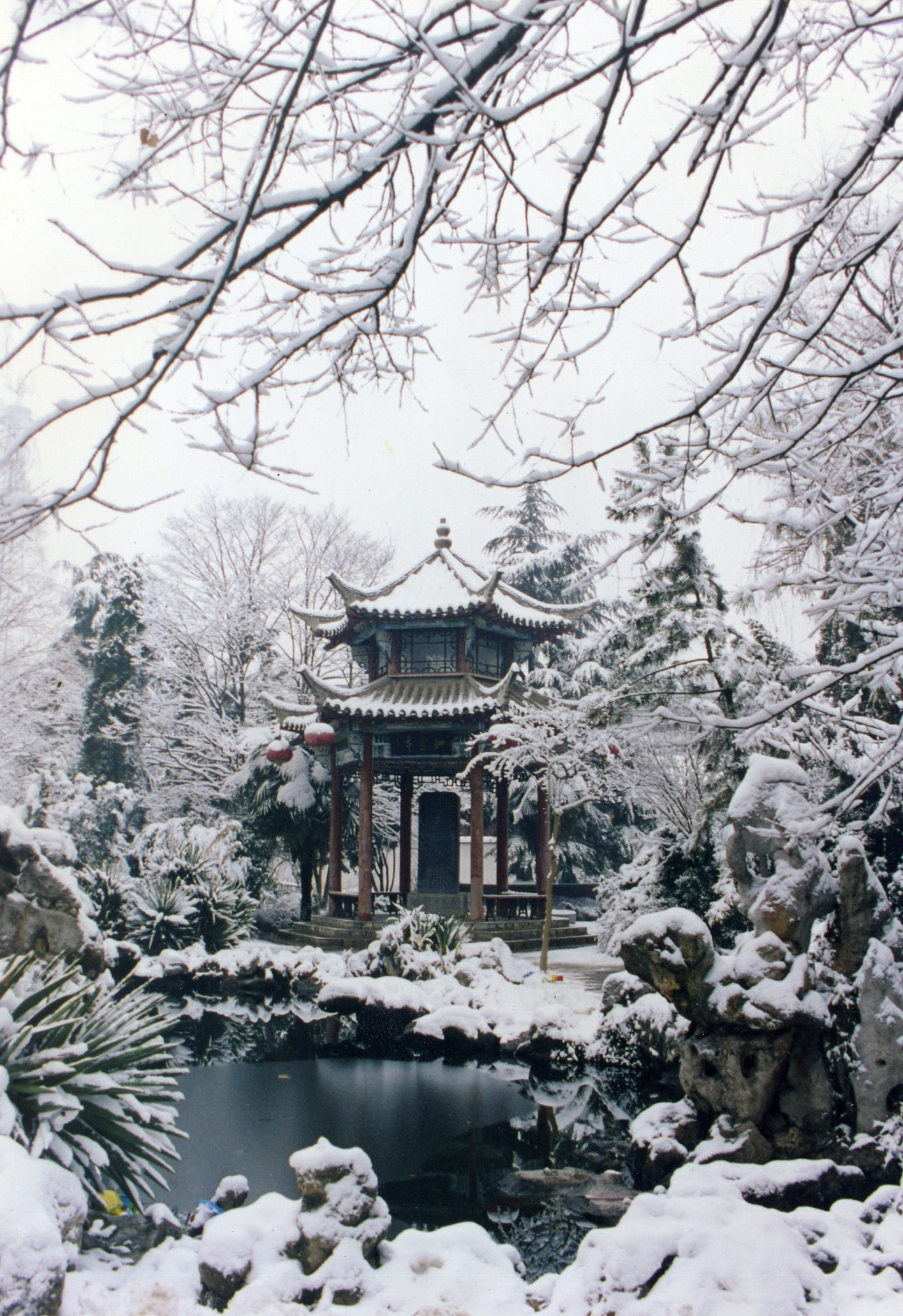
泗水亭

- 泗水亭：位于江苏省沛县城区的泗水亭公园内，公园因亭得名，而泗水亭却因古代刘邦曾担任泗水亭长而命名。泗水亭上有启功书写的“泗水亭”匾额。亭里竖立着一块石碑，上面刻有汉代班固的《泗水亭赋》。

- 泗水亭公园：公园位于江苏省沛县，1983年泗水亭公园重新立碑建亭。公园因泗水亭得名，而泗水亭却因古代刘邦曾在古泗水担任泗水亭长而命名。公园内有泗水亭、泗水亭碑、琉璃井等古迹。

- 阎尔梅墓：明末抗清名士阎尔梅之墓，坐落于沛县朱寨西北刘河崖村，现为省级文物保护单位。据《沛县志》载：“先生弥留之际，嘱家人逝后按明俗筑方坟葬之，以示死不降清”。清光绪年间，知县马光勋题墓碑，并划地300亩建陵。

- 射戟台:现在江苏省沛县文化馆院里西侧，是一座由有六个木柱支撑柱的亭子，亭的上方有木板匾额，匾额上书有鎏金字的“射戟台”。亭柱两侧书有沛县籍书法理论家冯亦吾题写的对联：“一弦飞矢鸣画戟 十万雄兵卸征衣 ”。亭内有刻着“射戟台”的石碑和一圆形石盘，石盘上面隐约可见汉末名将吕布的足迹。

- 歌风台:公元前196年，刘邦平定英布叛乱后，归回故里，邀请家乡父老饮酒为乐，一时兴起，遂作《大风歌》，后人为了纪念此事，于是在是处建高台，故名歌风台。正室內有書法家朱焰書寫的 「漢湯沐邑」，保存有3塊不同朝代的大风歌碑 。歌風台和大風歌碑皆為省級重點保護文物。

- 大風歌碑: 保存於歌風臺正室內，共存漢碑、元碑及現代碑三塊： 1.據民國九年出版的《沛縣誌》記載，漢碑筆跡為東漢蔡邕或曹喜所書，是比較珍貴的書法作品。現僅存原碑四分之三，但字跡依然清晰。 2.元碑系元代大德年間摹刻，字跡清晰，碑陰有詳細的歷史資料文字說明。 3.甲子碑是1984年（甲子年）由當地書法家孟昭俊按原碑摹刻。

- 曉明樓: 位於江蘇省沛縣初級中學校園內，省級重點文物保護單位。其前身為法國傳教士修建的天主教堂，天主教堂建成後，法國傳教士又在教堂西南側修建了教會學校，取名“曉明教會學校”。神職人員居住的曉明樓始建於1919年。該建築群原有教堂、教室和神職人員樓，教堂惜於1972年拆除，現存神職人員樓、七間教室和四間辦公室。神職人員樓為中西合璧磚混結構，建築平面呈曲尺型，分東西兩部分，上下兩層。上層為生活、辦公用房，下層為地下室，中間用木板隔開，總面積1458．21平方米。外牆皆清水磚牆，門窗及廊柱均採用拱式清水磚券，三角磚抽屜式簷口飛磚，東樓南立面做木斗拱。造型古樸典雅，保存狀況良好。目前為校史博物館。

## 人口
根據第七次全国人口普查數據，截至2020年11月1日零時，沛縣常住人口為1038337人。

## 名人

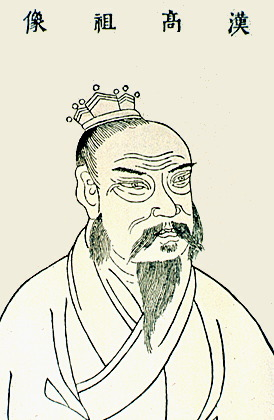
汉高祖刘邦

## 经济

### 煤炭
沛县已探明储量约23.7亿吨，煤田14处，其中大型8处、中型3处、小型3处。境内8对矿井，分别是大屯煤电集团的姚桥煤矿、徐庄煤矿、孔庄煤矿、龙东煤矿，徐州矿务集团的三河尖煤矿、张双楼煤矿，华润电力集团收购江苏天能集团的天能龙固煤矿、沛城煤矿。2012年，沛县煤炭产量1456.93万吨。